# 黃致列
黄致列（：／ Hwang Chi Yeul，1982年12月3日—），韓國創作抒情男歌手。
黃致列擅長演唱抒情歌曲，他的嗓音低沉渾厚，飽含穿透力的磁性聲線，將歌曲中濃烈的情感，以百轉千迴且細膩的方式傳遞而出。收放自如的演唱具有強大的藝術張力，極能引發聽眾的共鳴。
黃致列從學生時期開始跳舞，長期於舞團活動，擁有超群的舞蹈實力。演唱快歌時氣息穩定又有爆發力，聲音可剛可柔，既能帶動氣氛且別具舞台魅力。
除了能歌善舞，黃致列亦有豐沛的詞曲創作能力，多張專輯均收錄自己創作的歌曲。2017年發行的第一張迷你專輯《Be Ordinary》，獲得第32屆韓國金唱片獎唱片本賞。
黃致列也具備了極佳的綜藝感，他的口條清晰、反應機敏，除了有親和力及模仿功力，也能不計形象地搞笑，深受觀眾歡迎。
以紮實的唱功為基礎，黃致列同時融合了詞曲創作、樂器演奏、精湛舞技、綜藝感及出眾外表，不侷限於單一歌路的多樣風格，在抒情歌手中獨具特色。
2020年11月成立單人經紀公司「TEN2 Entertainment」，計畫培育新人，發掘兼具演唱和製作才能的人才。
2023年主演由音文碩執導的微電影《同行》，為出道以來首次出演電影；該片並入選第27屆富川國際奇幻影展（BIFAN）韓國微電影大賽及獲邀參展第19屆大阪亞洲電影節（OAFF）焦點單元。

## 演藝經歷

### 出道前
黃致列從小就對歌手懷有憧憬，兒童時期便參加過歌唱比賽。在中學時對音樂與舞蹈產生興趣，但當時韓國正經歷經濟危機，家境普通的他只能靠自學。沒有專業的聲樂訓練，他就拿著音樂書練發音，每天都要花上十個小時不斷練習。因為沒有正確的方法，剛開始練習沒多久，就因為用聲過度得了聲帶結節，之後的兩三個月幾乎沒說過話。後來他從最基礎的呼吸開始練起，如何運用聲帶、調節肌肉等。
從中學時期起，黃致列參加了慶尚北道龜尾地區的舞團，特長為B-boy舞蹈。因長期於舞團活動，並曾擔任團長，在龜尾地區為知名人物。
因父母期望他將來當檢察官，對於黃致列唱歌跳舞的興趣，始終未給予支持。大學畢業並服完兵役後，2004年（22歲）時，還是孤注一擲地選擇了唱歌之路，懷抱著歌手的夢想前往首爾尋求發展。當時他將自己在舞團時期賺得的錢交給父母，僅帶20萬韓元前往首爾。

### 2006-2014年
到首爾11個月後，2006年得到原唱任宰範的認可，演唱了SBS電視劇《戀人》OST〈告解〉。
2007年2月，以「致列」的名字，推出首張個人EP專輯《致列》，從而正式出道。同年6月發行首張正規專輯《五感》，原本正處於上升發展期，卻因所屬經紀公司倒閉，演藝事業礙於合約而中斷。之後雖不斷地努力進行活動，包括擔任015B《Cluster Vol.1》專輯的客串主唱、演唱KBS《愛也好恨也好》OST〈你好，再見〉等，但始終未能引發大眾的關注。
2008年與Han Kook組成二人男子團體Wednesday，並於2010年推出首張團體單曲專輯《HAPPY TRAIN New Artist Project Vol. 001》，但事業發展仍未如預期，出道後長期過着無名歌手的生活。

為了維持生計，2009年起開始擔任歌唱指導老師，先後教過INFINITE、Lovelyz、Nu'EST、Hello Venus和 After School等偶像團體。
隨後幾年雖曾參與過一些音樂項目，也作為廣播節目固定嘉賓，但在音樂路上仍然走得相當艱辛。幾經波折後，2013年解除了與前經紀公司的合約。同年並演唱SBS《大風水》OST〈天空路〉。

2014年以「致列Ten2」的名字發表單曲〈慶尚道男人〉，但依舊星途潛沉。

### 2015年
因友人推薦，2015年3月以選手身分參加Mnet電視台音樂節目《看見你的聲音》（當時認為參加節目，有助於宣傳歌唱老師的工作）。雖在節目中被選為「音痴」，但最後演唱〈告解〉一曲，以個性十足的沙啞嗓音及觸動人心的歌聲，引起了巨大迴響，之後更連續兩天登上NAVER熱搜榜第一名。

藉此契機，獲得再次以歌手身分回歸螢光幕的機會，後續多次出演《看見你的聲音》並擔任「音痴糾察隊」，逐漸累積人氣。
4月份參加KBS音樂節目《不朽的名曲：傳說在歌唱》，首場演出便一鳴驚人，多年累積的實力得以展現，正式以歌手「黃致列」的身分被大眾所熟知，更被喻為「即將誕生的新星」。
第三次參賽時憑藉一曲感動人心的〈父親〉拿下首勝，紅遍韓國。8月份在節目中獲得「2015年超級新秀」的頭銜，因出色的表現而倍受矚目，開始嶄露頭角。

下半年持續參與韓國各大綜藝節目，並固定出演MBC《我獨自生活》（2015年10月至2016年7月）及JTBC《認識的哥哥》（2015年12月至2016年6月）。在各種音樂及綜藝活動中展現了多樣的面貌，人氣扶搖直上。
2015年與兩位女歌手合作數位單曲，與leeSA合唱〈Holding The End of This Night〉、與白娥娟合唱〈當我第一次見到你〉。9月為KBS《Mrs. Cop》演唱OST〈鉛筆〉。11月底舉行出道後第一場粉絲見面會「Happy Yeul's Day」，12月參加KBS歌謠大祝祭等，成為名副其實的大勢歌手。

### 2016年
1月，作為首發歌手出演湖南衛視《我是歌手》(第四季)歌唱競演。第一輪比賽即以「與外貌有極大反差」的精湛歌唱實力震懾全場。在偶像氣質的活力外表下，卻是細緻內斂的渾厚沙啞音色；將無法言說的悲傷情緒透過歌聲，詮釋的扣人心弦。縱使觀眾有語言隔閡，但仍被其深情滄桑的演唱感動，令人印象深刻。

第四期比賽時反轉先前演唱苦情歌曲的形象，以爆發性的唱功及動感的舞蹈演出〈Bang Bang Bang 〉，獲得該次比賽第一名，徹底引爆人氣。〈Bang Bang Bang〉一戰成名後，黃致列在中國掀起熱潮、迅速走紅，三個月內微博粉絲數達到500萬，成爲覆蓋中華圈（中國、臺灣、香港、新加坡、澳門）、東南亞（馬來西亞、印尼等）的韓流明星。經過三個月的競賽，最終獲得季軍。
藉由《我是歌手》節目的強勁人氣，黃致列逐漸拓展國際知名度，代言廣告紛至沓來，也擔任韓國樂天免稅店(LOTTE Duty Free, LDF)代言人（20162018年）；3月經駐上海韓國文化院特任為韓中文化宣傳大使。7月發行首支中文單曲〈最遠的距離〉（電影《夏有喬木 雅望天堂》OST），上線36分鐘即突破十餘萬次下載量。8月再推出第二支中文單曲〈陪我一起做夢〉。
8月初於美國洛杉磯舉辦首次個人演唱會，月底於北京舉辦個人大型演唱會《烈火．BURNING》。10月參與第26屆LOTTE DUTY FREE Family Concert。
本年度獲得海內外多種獎項：MBC「2016 APAN Star Awards」Rising Star Award、第7屆「韓國大眾文化藝術獎」-文化體育觀光部長官表彰及2016 Asia Artist Awards（亞洲明星盛典, AAA）歌手部門New Wave賞、第2屆酷音樂亞洲盛典-年度最具實力歌手獎、樂視生態共享之夜-年度人氣歌手獎、蒙牛酸酸乳Music Radio中國TOP音樂盛典-海外全能藝人獎、海外最受歡迎歌手獎兩項，聲勢銳不可擋。

10月以實習爸爸身分參與芒果TV的《爸爸去哪兒》(第四季)，之後由於限韓令的原因，只錄製至第六期。
年底啟動與女團合作數位單曲計畫「Fall, in girl」，10月與GFRIEND Eunha合唱〈Firefly〉、12月和MAMAMOO頌樂合唱〈Mellow〉。另發行個人數位單曲〈Without You〉；也為KBS《雲畫的月光》演唱OST〈想念，想念你 (李韺Ver.)〉。

### 2017年
1月份起擔任《不朽的名曲：傳說在歌唱》待機室主持人之一（至2018年5月結束），月中與鄭容和、徐玄搭檔擔任「第31屆金唱片獎」音源部門頒獎典禮主持人。3月份出席大邱WMCI（世界盃室內常青田徑錦標賽）閉幕式演出。
2月推出與女團合作的第三支數位單曲：與Red Velvet瑟琪合唱〈男女的溫度差〉。5月為MBC《君主－假面的主人》演唱OST〈哪怕只是瞬間〉。11月推出個人單曲〈想回到過去〉及〈Look At You〉，後者成為演唱會上必唱的經典曲目。
5月參與樂天免稅店(LOTTE Duty Free, LDF)網路劇第二季《女神締造者》，與高媛熙、李準基、2PM燦盛、Super Junior利特、EXO燦烈及世勛一同演出。9月參與第27屆LOTTE DUTY FREE Family Concert。
6月推出首張迷你專輯《Be Ordinary》，專輯共七首歌曲，親自作詞作曲的〈愛情這句話〉也收錄其中。主打歌〈每天聽的歌〉在KBS 2TV《音樂銀行》節目中獲得第一名、Melon Top 100中在榜285天，成為代表性歌曲。
《Be Ordinary》實體專輯累計銷量近22萬張，是繼2013 年歌王趙容弼的《Hello》之後，韓國近四年唯一一張首週銷量突破10萬張的SOLO男歌手專輯，成績斐然。

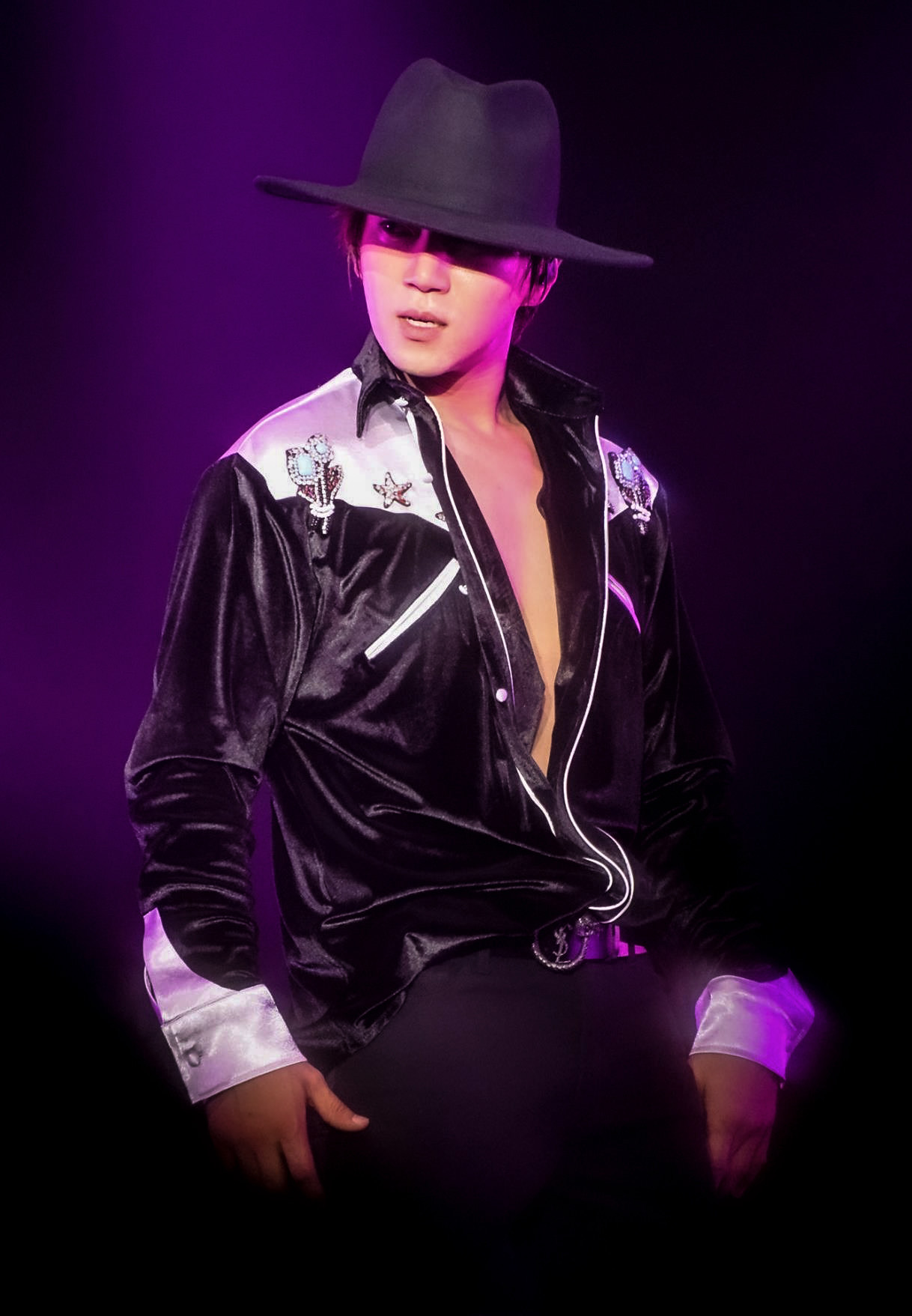
2017年12月2-3日，於台北舉辦Back To Heart《致．初心》演唱會

2017下半年舉辦多場演唱會：Hwang Chi Yeul 1st Concert《YOLO CON》（在韓國舉辦的首場個人演唱會）、First Live Concert in Canada（加拿大多倫多）、2017烈火．黃致列香港MINI演唱會、Back To Heart《致．初心》臺北演唱會。
除了在世界舞台上展現多樣性的演出，黃致列在韓國陸續受邀擔慶尚北道宣傳大使及2017 KWAVE-EXPO（韓流博覽會）宣傳大使。9月份獲第1屆Soribada Best K-Music Awards本賞、11月份再獲2017 Asia Artist Awards（亞洲明星盛典, AAA）歌手部門Best Icon獎。
2017年10月至2018年2月和Rain、泫雅、泰民、San E及趙賢雅等擔任KBS選秀娛樂節目《The Unit》的導師。節目邀請現役或曾活動的偶像，重新挖掘其價值與潛力。黃致列以自身努力奮鬥的經驗擔任導師，更能引起共鳴。
12月發行第一張中文正規專輯《致列．愛》，共收錄10首歌曲，並為〈不如不遇見〉及〈星星〉兩首歌譜曲。專輯一經上線就打破多項紀錄，預售2分01秒，銷量突破40萬首歌；預售兩小時銷量突破120萬首，為最快突破「三白金唱片」認證，並成為2018年首張達到「殿堂白金唱片」。根據微博相關數據統計，《致列．愛》在發行七天內，即進入2017年華語音樂數位專輯銷量排行榜年度TOP 10榜單。

### 2018年
1月以《Be Ordinary》專輯，獲得第32屆韓國金唱片獎唱片本賞；2月獲得2018年第7屆 Gaon Chart Music Awards-Ballad部門發現潛力獎。
4月發行第二張迷你專輯《Be Myself》，共收錄七首歌曲。黃致列再度展現創作實力，包括鋼琴演奏曲〈You're My Star〉作曲、〈若是愛情歸來〉及〈我會回來的〉兩首歌的作詞及作詞。
2018年演唱多首韓劇OST，包括MBC《花遊記》的〈總有一天如奇蹟般〉、tvN《陽光先生》的〈怎能忘記〉以及SBS《福秀回來了》的〈你在聽嗎〉。11月發行個人數位單曲〈她印在我心裡〉。
7月由韓國觀光公社（韓國旅遊發展局）委任為大韓民國觀光名譽宣傳大使。因其俊朗的外貌與親和的形象與契爾氏(Kiehl's)十分相符，8月起擔任該品牌亞洲地區代言人。11月擔任仁川國際機場鐵道(AREX)名譽宣傳大使。
黃致列以超越亞洲、美國、加拿大等北美圈形成的強大粉絲群爲基礎，舉辦多場演唱會：《致列．愛》香港首唱會、黃致列《2018 Love Stars》臺北演唱會、黃致列《Starry Night》2018新加坡演唱會。12月29-30日連續兩天於首爾舉辦首次個人年終演唱會《JANUS》。

### 2019年
1月發行第二張正規專輯《The Four Seasons》，為時隔12年再度發表的韓語正規專輯，黃致列更參與了全專輯的作詞、作曲及總監製作等，其專輯也連續三年均突破10萬張銷量。
2月參與平昌冬奧會舉辦一週年紀念活動《AGAIN平昌2019冰雪慶典》，並在慶典活動現場被授予江原道和平旅遊宣傳大使。
3月為MBC《Item》演唱OST〈Tonight〉、12月發行單曲〈Untitled〉。
8月參與第29屆LOTTE DUTY FREE Family Concert，及擔任首爾最盛大的韓流慶典「2019 K-WORLD FESTA」開幕第二天表演嘉賓之一。9月參與在故鄉龜尾舉辦的LG Dream Festival。
11月由大韓武術協會委任為該協會宣傳大使，12月初在北京出席「中國複合文化村」（位於韓國江原道春川）專案啟動儀式。
2019年持續跨越國界活躍地活動，舉辦多場海內外演唱會：3月30-31日於舊金山及洛杉磯舉辦《2019 黃致列7102美國演唱會》、5月舉辦《2019 黃致列LOVE+》香港演唱會、8月3-4日連續兩天於加拿大溫哥華舉辦演唱會。12月舉辦個人韓國巡迴演唱會《Bon Voyage：時間旅行者》。

### 2020年
1月出席「2020文化藝術人新年問候會」，文在寅總統及第一夫人金貞淑女士亦出席該活動。
1月中旬與30名粉絲一同進行「分享希望溫暖過冬」公益活動，為貧困家庭的長者帶來溫暖的冬天。黃致列和粉絲們也預先捐款1160萬韓元。2月份本人捐款3千萬韓元，協助中國的COVID-19防疫項目；而各國粉絲的募捐也在稍後以「黃致列ChiyeuLeader」名義全額捐給中國。

2至3月固定演出XtvN綜藝節目《Player 2》。5月為SBS《The King：永遠的君主》演唱OST〈全部睡著的夜晚〉。

9月參與第30屆LOTTE DUTY FREE Family Concert。因應COVID-19疫情，這是有史以來第一次全程以事前錄製和在線上進行的演唱會。
與原經紀公司約滿後，11月以舊藝名TEN2成立單人經紀公司「TEN2 Entertainment （텐투엔터테인먼트）」。目前TEN2 Entertainment 旗下雖然僅有黃致列一人，但他未來也計畫培育新人，發掘兼具演唱和製作才能的人才。

12月獲TMA (The Fact Music Awards) FAN N STAR CHOICE獎（個人）及FAN N STAR得票最多獎（個人）兩座獎項。

2020年12月31日至2021年2月18日，參與綜藝節目「C.T.O PROJECT－The Survival」，擔任台灣男團C.T.O小分隊在韓國出道的導師。以多年在海外活動的經驗為基礎，為C.T.O小分隊提出寶貴建議。

### 2021年
4月發行第三張迷你專輯《Be My Reason》，也是其成立單人經紀公司後首次製作專輯。專輯共收錄六首歌曲，並為〈愛妳愛到無法抹去〉作詞及作曲。該專輯亦突破10萬張的銷量，自2017年以來發行的四張專輯， 均進入韓國Solo歌手初動（唱片發行第一週）銷量排名TOP 100之內。
2021年是單曲爆發的一年，包括參與《柳熙烈的寫生簿》翻唱企劃選輯的兩首單曲〈愛情……那傢伙〉及〈All of My Life〉；參與《Cyworld BGM 2021》翻唱了The Nuts的〈嘮叨〉。5月與DOYOUNG、瑟琪、白智英、徐恩光、李昌燮、朴春、HYUNJAE (THE BOYZ)、Minyoung等62位歌手，共同發表了為COVID-19疫情加油所製作的數位單曲〈Now N New 2021〉。另外也發表了個人單曲〈All My Days〉、〈感覺要說結束了〉及〈我們的結局〉（中文單曲）。

此外還分別為Lifetime喜劇影集《Dramaworld 2》及Naver WEBTOON網路漫畫《The Moon During the Day》演唱OST〈Who can I love?〉及〈May You Be Happy〉。
10月再度斬獲TMA (The Fact Music Awards) FAN N STAR CHOICE獎（個人）及FAN N STAR得票最多獎（個人）兩座獎項。
11月起固定擔任SBS Power FM廣播節目《Cultwo Show》特別DJ（節目主持人為金泰均）。
12月4日-5日舉辦2021黃致列演唱會《Movie》，為成立單人經紀公司後舉辦之首次演唱會。

### 2022年
2022年辦理多場迷你演唱會：4月29日至5月1日，於三天內舉辦四場2022黃致列聽音會《我們，春天》。7月與公司新人金昌延共同辦理迷你演唱會《NONOL on The Ground》；11月於大邱舉辦迷你演唱會《2022 Memories》。
5月發行第四張迷你專輯《By My Side》，共收錄五首歌曲；〈最後再擁抱一次吧〉作詞及作曲、〈Eyes On Me〉作詞。發行後在香港、馬來西亞、新加坡等亞洲四個地區的iTunes專輯排行榜上佔據了第一位。
6月中旬出席由文化體育觀光部及韓國旅遊協會聯合舉辦的「我的國家旅遊博覽會」；8至9月與前國家游泳殘疾運動員金世鎮（김세진）拍攝一系列韓國觀光公社（韓國旅遊發展局）「無障礙開放式旅遊」廣告；9月下旬以TEN2 Entertainment代表及歌手身分，於第49屆「觀光日紀念儀式」獲文化體育觀光部長官表彰獎 （页面存档备份，存于）。
6月為Naver WEBTOON網路漫畫《戀愛的發現》演唱OST〈我眼淚說的話〉（原唱為Kyun woo）；11月為電影《共感頻率》演唱OST〈為了你〉（原唱為任宰範）；12月為Naver WEBTOON網路漫畫《一等講師白師博》演唱OST〈即使回憶會說話〉。
身為龜尾地區出身的知名歌手，8月27日受邀參與由文化體育觀光部、龜尾市和農心主辦的「第一屆龜尾拉麵露營節」。同日稍早並參加由海外粉絲集體籌建的「第二期致列林」開幕典禮 。此裝置藝術設址於黃致列母校－韓國第六理工大學，別具紀念意義。
2022年參與多檔綜藝節目：4月至6月擔任EBS網路綜藝節目《叮咚噹大學》特約主持人。8 至12月擔任MBN綜藝節目《阿凡達歌手》評審。該節目是韓國首次結合AR（擴增實境）及Metaverse（虛擬現實）技術，並以電視播出的新形態內容。
12月至2023年2月與孫勝妍擔任大韓民國統一部YouTube頻道《통일부UNITV》「Peace Music餐廳-旅行」主持人；12月至2023年1月參與Channel A新綜藝節目《旅行設計者們》，變身為旅行MD，親自開發旅行商品、在現場商務中銷售，並擔任當地導遊的實境綜藝節目。
單曲〈Look at You〉（2017年發行）於9月份被收錄於音樂節奏交友遊戲《勁舞團M》。10月連續三年獲得TMA (The Fact Music Awards) FAN N STAR得票最多獎（個人），並推出個人單曲〈你忘了我 過得好嗎〉。
12月底於台北舉辦新專輯暨單曲簽名會，為COVID-19疫情爆發三年半以來，第一次舉辦的海外活動。

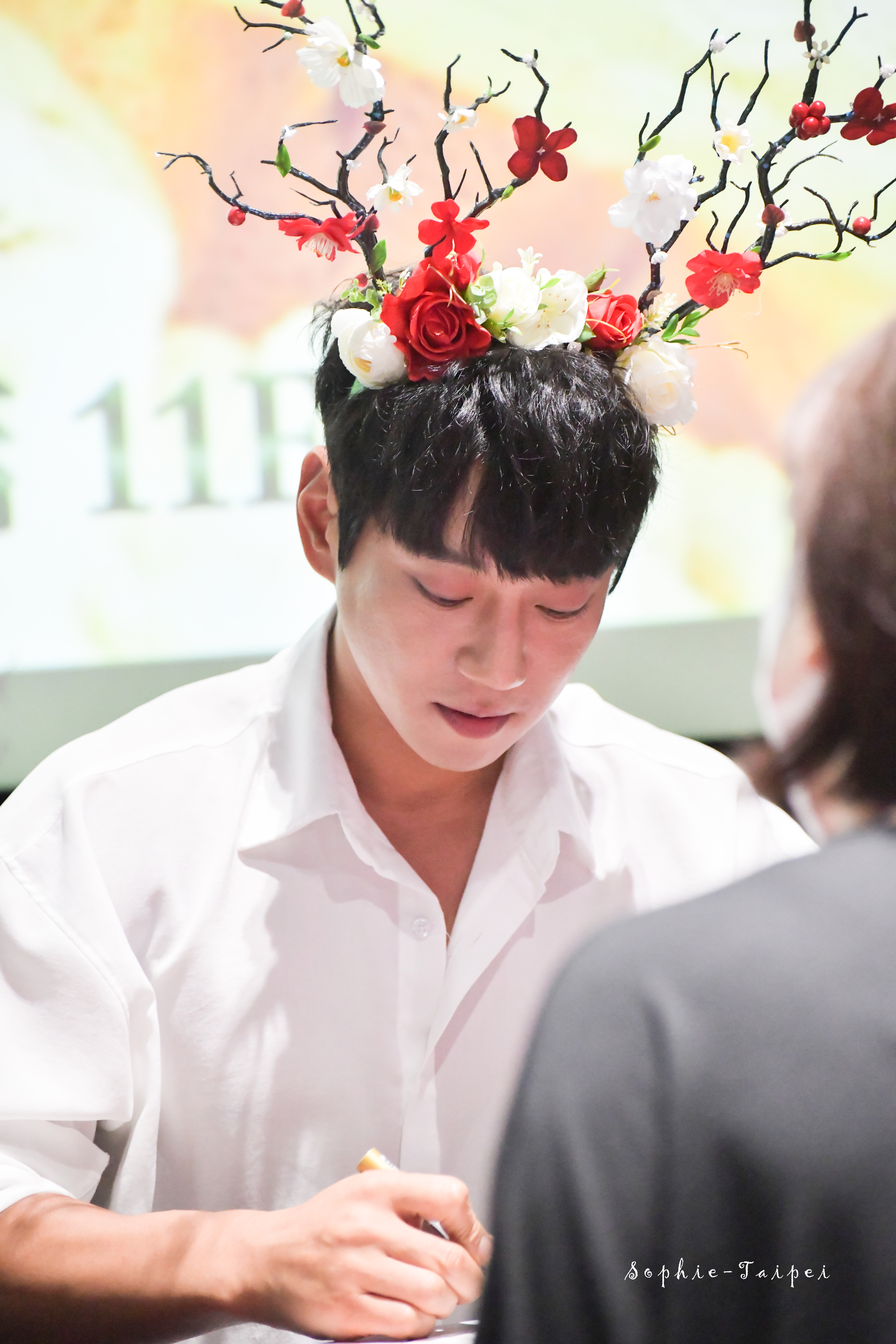
2022年12月24日，於台北舉辦新專輯暨單曲簽名會，與歌迷互動

### 2023年
本年度展現充沛的音樂能量，共發行兩張迷你專輯與五首數位單曲，並舉辦多場迷你演唱會：
1月為ENA《能成為陌生人嗎》演唱OST〈不同的視線〉。3月參與「YAOKI Project」推出單曲〈沒有那樣的愛情〉。另參與「決心 Project EP.1-3」分別於7月、9月及11月推出單曲〈越是忘記，越是抹去，越是流逝〉、〈離婚吧〉及〈相愛的時候〉。
6月發行第五張迷你專輯《Gift》，共收錄五首歌曲。12月發行第六張迷你專輯《I Love Winter》，也是出道以來第一張冬季專輯，共收錄五首歌曲；黃致列為〈冬夜〉一曲作詞，〈因為是冬天〉與金昌延合唱。
5月底於瑞山市舉辦迷你演唱會《Travel in Season》。8月於台北舉辦迷你演唱會《2023黃致列 Mini concert in Taipei》。10月中於漣川舉辦迷你演唱會《2023年黃致列X鄭仁》。

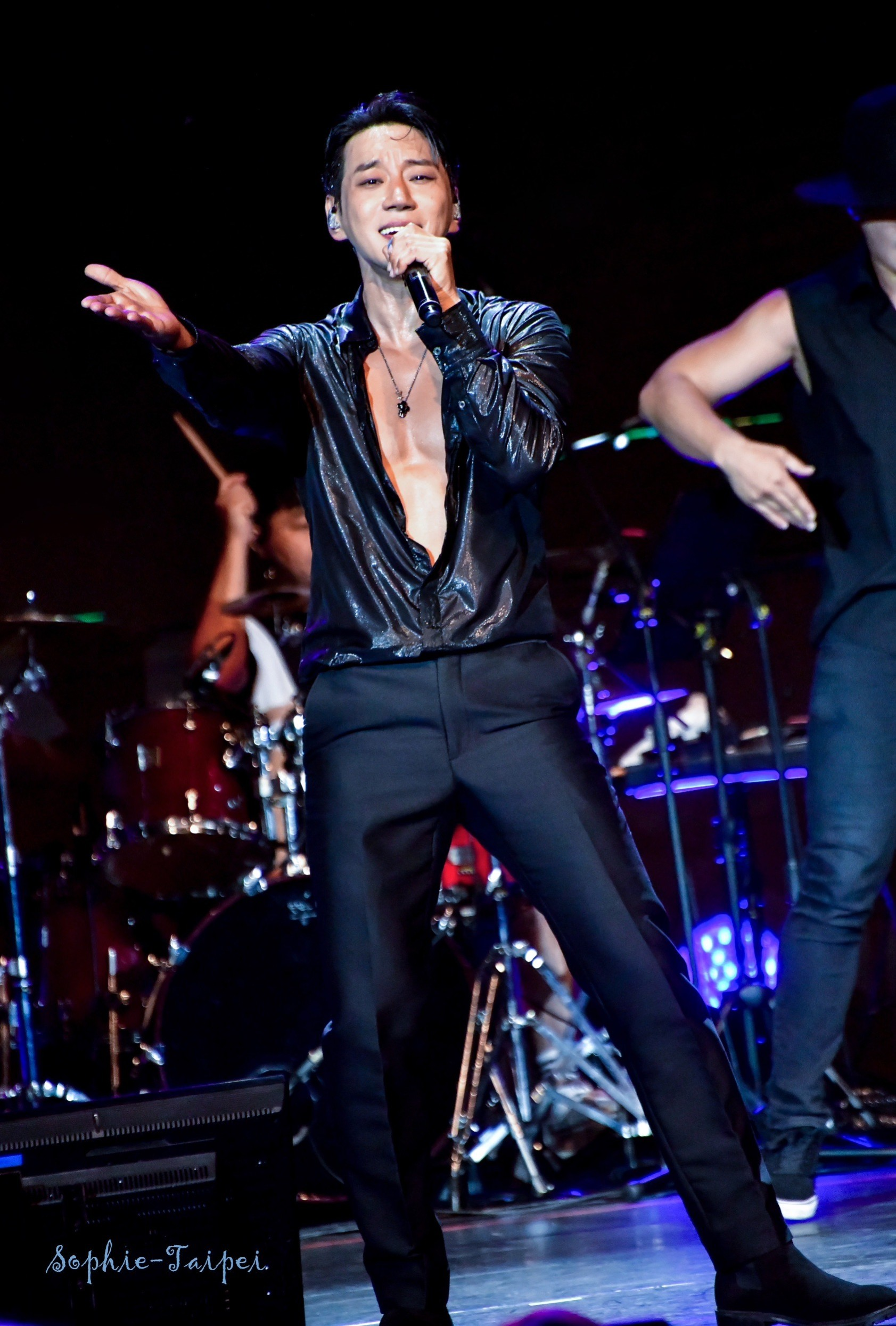
2023年8月12-13日，於台北舉辦演唱會《2023黃致列 Mini concert in Taipei》

3至5月參與Mnet音樂節目《看見你的聲音》第10季，擔任音痴糾察隊。6至8月擔任TV朝鮮新選秀節目《Show Queen》評審。

4月底再度被韓國觀光公社（韓國旅遊發展局）任命為韓國旅遊名譽宣傳大使，同日並出席無障礙旅遊「Tour 4 all」宣傳活動。11月中旬擔任釜山數位大學2024年招生宣傳大使。10月底至東京參與由「韓國文化信息振興院」(KOCCA)、及「駐日韓國文化院」主辦的《韓流20週年紀念》(Drama Original Sounds Korea 2023) 演出。 

今年首度以「演員」身分正式活動，主演由音文碩執導的微電影《同行》，飾演男主角尚秀，該片於7月份上映，並入選第27屆富川國際奇幻影展（BIFAN: Bucheon International Fantastic Film Festival）韓國微電影大賽。

### 2024年
3月初，主演之微電影《同行》獲邀參展第19屆大阪亞洲電影節（OAFF）「焦點單元」(Spotlight Section)。
3月底於龜尾市舉辦新春迷你演唱會《The Special》。
5月於澳門舉辦迷你演唱會《黃致列 HWANG CHI YEUL 2024 CONCERT IN MACAU》。
6月於濟州舉辦迷你演唱會《致列．Memory+》黃致列演唱會in濟州。
6月至7月與崔成旻搭檔，於菲律賓宿霧錄製YouTube頻道系列節目「高爾夫黃」。
7月初由韓國觀光公社（韓國旅遊發展局）任命為韓國旅遊名譽宣傳大使，並出席由韓國觀光公社（韓國旅遊發展局）及文化體育觀光部舉辦的「2024無障礙開放式旅遊支持者」開幕式。
9月參與第31屆LG Dream Festival。
12月參與「The Ballad Project」推出單曲〈愛情是不能勉強的啊〉。
「The Ballad Project」 （更深情的抒情曲專案），規劃與適合感性抒情曲的歌手一同創作，首位合作的便是黃致列。
12月於泗川市舉辦送年迷你演唱會《The Special》。

### 2025年
2月於釜山舉辦迷你演唱會《The Special》。

2月底發行第三張正規專輯《All Of Me》，是自2019年之後，時隔6年再度發表的韓語正規專輯。黃致列參與了專輯內全部歌曲的製作和作詞，另包括〈夜空中〉及〈美夢〉兩首歌曲的作曲

## 音樂作品

### 專輯
| 專輯               | 專輯資料                                                                                               | 曲目 | 專輯介紹 | 備註 |
| 第1張 正規專輯     | 《五感》오감 發行日期：2007年6月5日 唱片公司：Essel International 語言：韓語                           | 1. 又一次…… (또...) 2. 只一次 (한번만) 3. 要知道幸福 (행복한 줄 아세요) 4. 等著瞧 (두고봐) 5. 朋友這個詞 (친구라는 말) 6. 離別的那天 (이별하게 되는 날) 7. 不要獨自吃飯 (혼자 밥 먹지마) 8. 求婚 (프로포즈) 9. 我的愛 再見 (내사랑 안녕) 10. 你曾緊握的手 (그대가 감싸던 손등에) 11. 很久很久 (오래오래) 12. 父親 (아버지)                                                                                 | | |
| 第1張 迷你專輯     | 《Be Ordinary》 發行日期：2017年6月13日 唱片公司：HOW Entertainment 語言：韓語 專輯銷量：220,166+      | 1. 序幕曲 프롤로그 (Prologue） 2. 一起走 같이 가자 (with you) 3. 每天聽的歌 매일 듣는 노래 (A Daily Song) 4. 角 각 (Angle) 5. 因為是春天 봄이라서 (One Spring Day） 6. 為你而學的離別 널 위해 배운 이별 (Goodbye...） 7. 愛情這句話 사랑 그 한마디 (Alone） | 首張迷你專輯《Be Ordinary》，專輯名稱含有「音樂即日常」的意義，包含了過去十年在黃致列日常生活中所充斥的音樂熱情；用音樂刻畫出在平凡的日常生活中，能引起人們共鳴的情感和經歷。                                                                    | 1.愛情這句話：作詞、作曲。 2.繼2013 年歌王趙容弼的〈Hello〉之後，為韓國近四年唯一一張首周銷量突破10萬張的SOLO男歌手專輯。 3.獲得第32屆韓國金唱片獎專輯部門本賞。                                                                            |
| 第1張 中文正規專輯 | 《致列．愛》 發行日期：2017年12月25日 唱片公司：國韻文化 語言：中文                                    | 1. 我們盡力了 2. 烈火 3. 夢已落地 4. 想挽回（Rewind-中文版） 5. 不如不遇見 6. 勇敢列車 7. 摯愛 8. 星星 9. 給你全部的愛 10. 陪我一起做夢 | 首張中文專輯《致列．愛》，是黃致列自我感悟愛與初心的作品，並第一次嘗試婉約中國曲風。 黃致列將以不同情緒詮釋「愛」的多重定義，以多重身分演繹「愛」的情深緣淺。 無論順境或是逆境，黃致列均視為經歷；他將這些經歷寫進歌裡，誠意滿滿致意初心的夢想。 | 1.不如不遇見：作曲。 2.星星：作曲。 |
| 第2張 迷你專輯     | 《Be Myself》 發行日期：2018年4月24日 唱片公司：HOW Entertainment 語言：韓語 專輯銷量：110,080+        | 1. You're My Star 2. 星星，你 별, 그대 (The Only Star) 3. 若是愛情歸來 사랑이 다시 돌아오면 (Memories) 4. 一定要幸福 행복해야해 (Please...) 5. Flower 6. 我會回來的 돌아올거야 (Be Back) 7. 是你 그대라구요 (Dear My...) | 《Be Myself》專輯表達尋找自己、做自己、展現自我，還原黃致列本來面貌。聽眾既可以享受黃致列本身的音樂特色，也可以體驗黃致列要走的音樂之路。 | 1.You're My Star：作曲。 2.星星，你：作詞。 3.若是愛情歸來：作詞、作曲。 4.我會回來的：作詞、作曲。 |
| 第2張 正規專輯     | 《The Four Seasons》 發行日期：2019年1月21日 唱片公司：HOW Entertainment 語言：韓語 專輯銷量：104,695+ | 1. 反話 반대말 (Heartless Word) 2. 愛過你恨過你 사랑했다 미워했다 (I Loved You) 3. 走向離別 이별을 걷다 (A Walk To Goodbye) 4. 別太輕易忘記我 너무 쉽게 날 잊어버리지마 (Remember) 5. Nice Girl 6. 大人病 어른병 (I Lost Me) 7. 你知道嗎 넌 아니 (To You) 8. 擁抱 포옹 (Hug) 9. 名為你的風 너라는 바람 (Gone With The Wind) 10. 讚美 칭찬해 (Great) 11. 她印在我心裡 그대가 내 안에 박혔다 (Learn To Love) | 《The Four Seasons》收錄了愛情的四季，從愛情開始到離別，再到新的開始，是將各種愛情故事演繹成黃致列特有的感性的專輯。 | 1反話：作詞 。 2.愛過你恨過你：作詞、作曲。 3.走向離別：作詞 4.別太輕易忘記我：作詞、作曲。 5.Nice Girl：作詞。 6.大人病：作詞。 7.你知道嗎：作詞、作曲。 8.擁抱：作詞。 9.名為你的風：作詞。 10.讚美：作詞、作曲。 11.她印在我心裡：作詞。 |
| 第3張 迷你專輯     | 《Be My Reason》 發行日期：2021年4月6日 唱片公司：Ten2 Entertainment 語言：韓語                        | 1. You're The Reason 2. 所謂再見 안녕이란 (Two Letters) 3. 妳消失了 그대가 사라진다 (She's Gone) 4. 下雨了 비가와 (Rain) 5. 愛情為何如此難 사랑은 왜 어려운 걸까 (I Didn’t Know) 6. 愛妳愛到無法抹去 사랑해 널 지우지도 못할만큼 (Unforgettable) | 《Be My Reason》表達希望所有人能夠重新思考生活的理由以及幸福心情的訊息。 這是自黃致列宣佈獨立後所製作的第一張專輯，此次也有親自參與作詞作曲等，充分展現出身為創作歌手的面貌。                                                                    | 1.愛妳愛到無法抹去：作詞、作曲。 2.特別錄製主打歌〈Two Letters〉中文版歌曲〈離開之後〉，唯並未收錄於韓文版專輯。 |
| 第4張 迷你專輯     | 《By My Side》 發行日期：2022年5月12日 唱片公司：Ten2 Entertainment 語言：韓語                         | 1. 為什麼現在才 왜 이제와서야 (Why) 2. 擁入懷中 안겨온다 (Falling In Love) 3. 最後再擁抱一次吧 마지막으로 한 번만 안아보자 (Once Again) 4. Eyes On Me 5. 愛情是別離 사랑은 이별이었다 (Love Is...) | 《By My Side》是一張包含著希望一直以來毫無保留地填補黃致列身邊空缺的所有事物，都能一直在其身邊的願望而製作的專輯。 | 1.最後再擁抱一次吧：作詞、作曲。 2.Eyes On Me：作詞。 |
| 第5張 迷你專輯     | 《Gift》 發行日期：2023年6月1日 唱片公司：Ten2 Entertainment 語言：韓語                                | 1. 我的春天 나의 봄날 (You Are My Spring) 2. 理解的話 이해한다는 말 (Understanding) 3. 在寫好的信上 쓰여진 편지 위로 (Written Letter) 4. 與你一起 그대와 함께 (Together) 5. 五分鐘前 5분 전 (5 Minutes) | 《Gift》是爲一直支持黃致列的所有人準備的春日禮物般的專輯，意味着彼此都是禮物般的存在。 歌曲涵蓋抒情曲、搖滾抒情曲、中等節奏的抒情曲等多種體裁，展現了更加深厚的感性氛圍。                                                                        | |
| 第6張 迷你專輯     | 《I Love Winter》 發行日期：2023年12月11日 唱片公司：Ten2 Entertainment 語言：韓語                     | 1. 又到冬天了 다시 겨울이야 (Winter, Again) 2. 燦爛的冬天 찬란한 겨울 (Beautiful Winter) 3. 因為是冬天 겨울이니까 (Since It's Winter) 4. 也許明天 아마 내일은 (Tomorrow) 5. 冬夜 겨울밤 (A Winter Night) | 《I Love Winter》是黃致列出道以來第一張冬季專輯。 黃致列希望許多人都能度過一個歡快的冬天，他將從不同角度表達年末的各種情感，爲了給熱愛冬天的所有人傳達溫暖的安慰和希望而製作的專輯。                                                             | 1.冬夜：作詞。 2.因為是冬天：與金昌延合唱。 |
| 第3張 正規專輯     | 《All Of Me》 發行日期：2024年2月27日 唱片公司：Ten2 Entertainment 語言：韓語                          | 1. 雖然聽起來像笑話 웃기는 소리 같겠지만 (Regret) 2. 在沒有你的電影院 너 없는 영화관에서 (Sad Movie) 3. 晚霞 노을 (Sunset) 4. 感覺要哭出來 터져 나올 것 같지만 (Crying) 5. 夜空中 밤하늘에 (Night Sky) 6. 終於 마침내 (Finally) 7. 7102 8. 做得好 잘하고 있어 (I’ll Be There) 9. 可能是被熟悉感欺騙了 익숙함에 속았나 봐 (It Was Love) 10. 美夢 아름다운 꿈 (Beautiful Dream)                              | 《All Of Me》是黃致列的第三張正規專輯，顧名思義展現了黃致列一切的作品，專輯捕捉了日常的喜怒哀樂，還有黃致列不斷深化的音樂世界。 | 1. 雖然聽起來像笑話：作詞。 2. 在沒有你的電影院：作詞。 3. 晚霞：作詞。 4. 感覺要哭出來：作詞。 5. 夜空中：作詞、作曲。 6. 終於：作詞。 7. 7102：作詞。 8. 做得好：作詞。 9. 可能是被熟悉感欺騙了：作詞。 10. 美夢：作詞、作曲。            |

### 數位單曲
| 專辑                                                                            | 發行日期       | 曲目 | 備註 |
| 《致列》 치열                                                                   | 2007年2月12日  | 1. 我的愛 再見 (내사랑 안녕) 2. 只一次 (한번만) 3. 朋友這個詞 (친구라는 말) 4. 很久很久 (오래오래)                      | 第一張數位單曲 |
| 《慶尚道男人》 경상도남자                                                       | 2014年12月10日 | 1. 慶尚道男人 2. 慶尚道男人(Inst.)                                                                                      | 作曲 |
| 《Holding The End of This Night》 抓住今夜的盡頭                                | 2015年6月29日  | 1. Holding The End of This Night                                                                                        | 與IeeSa合唱 |
| 《투유 프로젝트 - 슈가맨, Pt. 4》                                               | 2015年11月11日 | 1. 當我第一次見到你 너를 처음 만난 그때 (The First Time Met You) 2. 발걸음 (Live Version)                               | 與白娥娟合唱 |
| 《沒有你不能活》 너 없이 못살아 (Without You)                                   | 2016年4月26日  | 1. 沒有你不能活 | |
| 《最遠的距離》                                                                  | 2016年7月20日  | 1. 最遠的距離 | 1.首支中文數位單曲 2.電影《夏有喬木 雅望天堂》OST                                                                        |
| 《陪我一起做夢》                                                                | 2016年8月3日   | 1. 陪我一起做夢 | 中文數位單曲 |
| 《Fall, in girl Vol.1》                                                         | 2016年10月12日 | 1. Firefly (螢火蟲) | 1.與GFRIEND Eunha合唱，feat. Lil Boi 2.與女團合作之第一支數位單曲                                                        |
| 《Fall, in girl Vol.2》                                                         | 2016年11月30日 | 1. 蜜汁滴落 꿀이 떨어져(Mellow)                                                                                         | 1.與Mamamoo頌樂合唱 2.與女團合作之第二支數位單曲                                                                         |
| 《Fall, in girl Vol.3》                                                         | 2017年2月21日  | 1. 男女的溫度差 남녀의 온도차 (Our Story)                                                                               | 1.與Red Velvet 瑟琪合唱，feat. Kassy 2.與女團合作之第三支數位單曲                                                        |
| 《想回到過去》 돌리고 싶다 (Rewind)                                             | 2017年11月9日  | 1. 想回到過去 2. Look At You 3. 想回到過去 (Inst.)                                                                      | |
| 《她印在我心裡》 그대가 내 안에 박혔다 (Learn to Love)                          | 2018年11月20日 | 1. 她印在我心裡 | 作詞 |
| 《無題》 제목없음 (Untitled)                                                    | 2019年12月3日  | 1. 無題 | |
| 《Show Me The Play 2》                                                          | 2020年2月22日  | 1. 每天說的方言 매일쓰는사투리 (A Daily Dialect)                                                                        | 1.與孫勝妍合唱 2.作詞 |
| 《Cyworld BGM 2012》                                                            | 2021年8月24日  | 1. 嘮叨 잔소리 (Nagging) 2. 嘮叨 (Inst.)                                                                                | |
| 《[Vol.81] You Hee yul's Sketchbook : 52th Voice 'Sketchbook X Hwang chiyeul'》 | 2021年1月23日  | 1. 愛情……那傢伙 사랑.. 그 놈 (Love...That Guy)                                                                          | 《柳熙烈的寫生簿》翻唱企劃選輯                                                                                           |
| 《[Vol.82] You Hee yul's Sketchbook: 52th Voice 'Sketchbook X Hwang chiyeul'》  | 2021年1月30日  | 1. All of My Life | 《柳熙烈的寫生簿》翻唱企劃選輯                                                                                           |
| 《Now N New 2021》 우리 하나되어 2021                                           | 2021年5月17日  | 1. Now N New 2021 2. Now N New 2021 (3D Sound) 3. Now N New 2021 (Inst.)                                                | 1.共同演唱者：DOYOUNG、瑟琪、白智英、徐恩光、李昌燮、朴春、HYUNJAE (THE BOYZ)、Minyoung等 2.為COVID-19疫情加油發行之單曲 |
| 《Thing Song of My Life》                                                       | 2021年7月16日  | 1. 在我所有的日子裡 내 모든 날에 (All My Days) 2. 在我所有的日子裡 (Inst.)                                              | |
| 《感覺要說結束了》 끝이라고 말할 것 같았어 (Too Late)                           | 2021年9月12日  | 1. 感覺要說結束了 2. 感覺要說結束了(Inst.) 3. 我們的結局                                                                | 〈我們的結局〉為中文歌曲                                                                                                 |
| 《你忘了我 過得好嗎》 그대는 날 잊고 잘 지내나요 (I Still Miss You)             | 2022年10月25日 | 1. 你忘了我 過得好嗎 2. 你忘了我 過得好嗎(Inst.)                                                                        | |
| YAOKI Project part. 3                                                           | 2023年3月26日  | 1. 沒有那樣的愛情 그런 사랑은 없어 ( No Love ) 2. 沒有那樣的愛情 (Inst.)                                                | |
| 決心Project EP.1                                                                | 2023年7月19日  | 1. 越是忘記，越是抹去，越是流逝잊을수록 지울수록 지날수록 (I Can't Forget You ) 2. 越是忘記，越是抹去，越是流逝 (Inst.) | |
| 決心Project EP.2                                                                | 2023年9月5日   | 1. 離婚吧 (Divorce / 이혼해요) 2. 離婚吧 (Inst.)                                                                        | |
| 決心Project EP.3                                                                | 2023年11月9日  | 1. 相愛的時候 (While I’m in Love/ 사랑을 하다가) 2. 相愛的時候 (Inst.)                                                  | |
| The Ballad Project                                                              | 2024年11月28日 | 1. 愛情是不能勉強的啊(You Can't Force Love / 사랑을 억지로 할 수 없잖아) 2. 愛情是不能勉強的啊 (Inst.)                  | |

### EP
| 專辑                                        | 發行日期       | 曲目 | 備註                                                                    |
| 《HAPPY TRAIN New Artist Project Vol. 001》 | 2010年5月12日  | 1. 即使刀架在我的脖子上 (내 목에 칼이 와도) -Wednesday feat.李圭勳 2. 不要走 (가지마) 致列 3. 不是你 (니가 아닌데) Han Kook 4. 即使刀架在我的脖子上 (Inst.) | 第一張團體單曲專輯                                                      |
| 《Dream Come True》                         | 2011年12月22日 | 1. Step (Jewerly) 2. 翅膀(날개) (黃致列、金喜善) 3. Step (Inst.) 4. 翅膀 (Inst.) | 1.合唱者非演員金喜善。 2.為社會福利聯合募捐會「愛的果實」創作之公益歌曲 |
| 《Mask Singer 112th (Live)》                | 2017年5月21日  | 1. 빌려줄게 (선무당이 가왕 잡는다 무당벌레)（Lee Yejoon） 2. 누구 없소 (날 따라해봐요 에어로빅소녀)（Hwa Sa） 3. Kiss Me (野獸男姜白虎) (黃致列) 4. 사미인곡 (선무당이 가왕 잡는다 무당벌레) （Lee Yejoon） 5. 名為你的奢侈 (그대라는 사치) (野獸男姜白虎)(黃致列) 6. 모나리자 (노래 9단 흥부자댁) （Sohyang） |                                                                         |
| 《The Call Project No.1》                   | 2018年5月12日  | 1. I Will Be（金范秀、BewhY） 2. Single Life（黃致列、輝晟） 3. Monologue（金鐘國、TAEIL） 4. Fly Away（申升勳、Ailee） |                                                                         |
| 《The Call Project No.2》                   | 2018年5月19日  | 1. Lullaby（升昇勳、BewhY） 2. Fall Away（金范秀、Ailee） 3. Rainy Day（輝晟、TAEIL） 4. The Miracle of One Percent（黃致列、金鐘國） |                                                                         |
| 《The Call Project No.4》                   | 2018年6月22日  | 1. All 2 U（黃致列、金鐘國、UV、Loco、GRAY） 2. Call My Name（JUNG IN、Gummy、Ailee） 3. Pinocchio（李泰民、BewhY） 4. Super Star（申昇勳、Eddy Kim） 5. Groggy（金范秀、SURAN） |                                                                         |
| 《The Call 2 Project, No.2》                | 2019年8月3日   | 1. Love about the Loneliness (Live Version)（河東均、Kim Fell） 2. Whistle（Noel、DINDIN） 3. First Impression（黃致列、Cheetah） |                                                                         |

### 原聲帶
| 電視劇/電影名稱                                      | 發行日期       | 歌曲名稱                                                                | 備註               |
| SBS《戀人》 OST                                      | 2006年11月7日  | 告解 고해 (Confession)                                                  | 歌曲原唱：任宰範   |
| KBS《愛也好恨也好》OST                               | 2007年10月18日 | 你好，再見 안녕, 안녕 (Hello, Goodbye)                                  |                    |
| SBS《大風水》OST Special Part.1                      | 2013年1月29日  | 天空路 하늘길 (Sky Road)                                                |                    |
| SBS《Mrs. Cop》OST Part.1                            | 2015年9月1日   | 鉛筆 연필 (Pencil)                                                      |                    |
| 電影《夏有喬木 雅望天堂》OST                         | 2016年7月20日  | 最遠的距離 가장 먼 거리                                                 | 中文單曲           |
| KBS《雲畫的月光》OST Part.12                         | 2016年10月17日 | 想念，想念你 (李韺Ver.) 그리워 그리워서 (이영Ver.) (Because I Miss You) |                    |
| MBC《君主－假面的主人》OST Part.3                    | 2017年5月24日  | 哪怕只是瞬間 잠시나마 (For A Moment)                                    |                    |
| MBC《花遊記》OST Part.7                              | 2018年2月10日  | 總有一天如奇蹟般 그 언젠가 기적처럼(Like A Miracle (Someday) )          |                    |
| tvN《陽光先生》OST Part.15                           | 2018年9月30日  | 怎能忘記 어찌 잊으오 (How Can I Forget You/)                            |                    |
| SBS《福秀回來了》 OST Part.3                         | 2018年12月16日 | 你在聽嗎 듣고 있니 (Do You Hear Me)                                     |                    |
| MBC《Item》OST Part.3                                | 2019年3月4日   | Tonight 오늘 밤 (今夜)                                                  |                    |
| SBS《The King：永遠的君主》OST Part.12               | 2020年5月30日  | 全部睡著的夜晚 모두잠든밤 (Quiet Night )                                |                    |
| Lifetime《Dramaworld 2》OST Part.2                   | 2021年4月23日  | Who can I love? 내가 누굴 사랑할 수 있겠어요 (我還能愛誰)               |                    |
| Naver WEBTOON 網路漫畫《The Moon During the Day》OST | 2021年11月8日  | May You Be Happy 그대는 행복하길 (希望你幸福)                           |                    |
| Naver WEBTOON網路漫畫《戀愛的發現》OST               | 2022年6月30日  | 我眼淚說的話 내 눈물이 하는 말 (Tears)                                  | 歌曲原唱：Kyun woo |
| 電影《共感頻率》OST                                  | 2022年11月25日 | 為了你 너를 위해 (For You)                                              | 歌曲原唱：任宰範   |
| Naver WEBTOON網路漫畫《一等講師白師傅》OST           | 2022年12月29日 | 即使回憶會說話 추억이 말을 걸어도(Reminisce)                            |                    |
| ENA《能成為陌生人嗎》OST Part.1                      | 2023年1月25日  | 不同的視線 다른 시선 (Forgive Me)                                       |                    |

### 綜合合集
| 專辑                                                       | 發行日期       | 曲目 |
| 《不朽的名曲 - 徐酉錫特輯》                                | 2015年4月25日  | 曲目 1. 그림자 (노을) 2. 뚝 잘라 말해 (산들) 3. 아름다운 사람 (럼블피쉬) 4. 浮雲遊子（구름 나그네）(黃致列) 5. 하늘 (송소희) 6. 홀로 아리랑 (부활) 7. 가는 세월 (정인) |
| 《不朽的名曲 - 家族特輯》                                  | 2015年5月16日  | 曲目 1. 사랑하는 우리(민영기, 이현경) 2. 바람의 노래 (설운도, 루민) 3. My Way (이동우 (LEE DONG WOO)) 4. 만남 (JK 김동욱) 5. 잠 못 드는 밤 비는 내리고 (손승연) 6. 父親（ 아버지）(黃致列)                                                                                  |
| 《不朽的名曲 - 金芝愛&문희옥편 特輯》                      | 2015年7月4日   | 曲目 1. 성은 김이요(남상일) 2. 물레야(이세준(유리상자)) 3. 얄미운 사람 (울랄라세션) 4. 因為情（정 때문에）(黃致列) 5. 몰래한 사랑 (버즈) 6. 남남북녀 (김연지) 7. 사랑의 거리(세발까마귀 (T.L Crow))                                                                         |
| 《不朽的名曲 - 男歌手特輯》                                | 2015年8月1日   | 曲目 1. 언젠가는 (정동하) 2. 모두 잠든 후에 (틴탑) 3. 사랑한 후에 + 행진 (버즈) 4. 사랑의 찬가(임태경) 5. 마음에 쓰는 편지 (문명진) 6. 悲傷的誓言（슬픈 언약식）(黃致列) 7. 천일 동안(신용재 (2F))                                                                          |
| 《不朽的名曲 - 作曲家金正澤特輯》                          | 2015年8月8日   | 曲目 1. 하얀 밤에 (2BIC(투빅)) 2. 이젠 가슴 아픈 말 하지 말아요 (에일리(Ailee)) 3. 밤이면 밤마다 (세발까마귀 (T.L Crow)) 4. 불티(이정(J.Lee), 놀자) 5. 어부의 딸 (멜로디데이 (MelodyDay)) 6. 정말로 (호란) 7. 現在依然是漆黑的夜（아직도 어두운 밤인가 봐）(黃致列)         |
| 《不朽的名曲 - 2015年超級新秀爭奪戰 特輯》                 | 2015年8月15日  | 曲目 1. 하얀 나비 (남상일) 2. 바람이 분다 (서지안) 3. 你只是在比我高的地方（ 나보다 조금 더 높은 곳에 니가 있을 뿐）(黃致列) 4. 황치열 삐에로는 우릴 보고 웃지(헬로 스트레인저) 5. 담배 가게 아가씨(세발까마귀 (T.L Crow)) 6. 이젠 그랬으면 좋겠네(김연지) 7. 영원 (DK)     |
| 《不朽的名曲 -반야월편特輯》                               | 2015年8月22日  | 曲目 1. 불효자는 웁니다 (오정해) 2. 哭著越過樸達峴（울고 넘는 박달재）(黃致列) 3. 산장의 여인(한지상) 4. 열아홉 순정(호란) 5. 아빠의 청춘 (박상민) 소양강 처녀(여은) 6. 단장의 미아리 고개(홍경민)                                                                          |
| 《不朽的名曲 - 中秋特輯》                                  | 2015年9月26日  | 曲目 1. 천생연분 (한석준, Drug Restaurant) 2. 서울 대전 대구 부산 (정다은, 틴탑) 3. 밤에 피는 장미 (도경완, 영지) 4. 粉紅色口紅 (분홍 립스틱） (黃致列) 5. 이정민, 황치열 영일만 친구 (최승돈, 홍경민) 6. 아파트 (조우종, 이현우)                                           |
| 《不朽的名曲 - 金正浩特輯》                                | 2015年11月21日 | 曲目 1. 白色蝴蝶 (하얀 나비) (黃致列) 2. 이름 모를 소녀 (넥스트) 3. 보고싶은 마음(호란) 4. 사랑의 진실(바다 (BADA), 윤형렬) 5. 고독한 여자의 미소는 슬퍼(김바다, 버스터즈 (BURSTERS)) 6. 빗속을 둘이서(김보경 (NEON)) 7. 작은 새(디셈버)                                    |
| 《不朽的名曲 -白智英特輯》                                 | 2015年11月28日 | 曲目 1. 선택 (스테파니(STEPHANIE)) 2. 負擔（부담）(黃致列) 3. Dash(업텐션 (UP10TION)) 4. 사랑 안해(손승연) 5. 총 맞은 것처럼 (김필) 6. 잊지 말아요 (한지상) 7. 여자(에일리(Ailee Feat. 휘성)                                                                                |
| 《不朽的名曲 - 2017希望之歌 特輯》                         | 2017年1月7日   | 曲目 1. 歡喜（환희）(黃致列) 2. Bridge Over Troubled Water (남경읍, 남경주) 3. 해 뜰 날 (박애리, 남상일) 4. Butterfly (레이디스 코드) 상록수(엄홍길, 홍경민) 5. The Prayer (김혁건, 박기영)                                                                                 |
| 《不朽的名曲 - 不朽的明星 特輯》                           | 2017年4月15日  | 曲目 1. 님은 먼 곳에 (남상일) 2. 與你一起（님과 함께）(黃致列) 3. Knockin' on Heaven's Door (알리 (ALi)) 4. 사랑은 유리 같은 것 (문명진) 5. 옛사랑 (테이) 6. Beauty and The Beast (윤민수(바이브), 신용재 (2F), 벤, 임세준) 7. 축배의 노래(김소현, 손준호) 8. 인연 (홍경민) |
| 《不朽的名曲 - 2017 夏季特輯第一彈》                       | 2017年7月22日  | 曲目 1. 어쩌다 마주친 그대 (송재희, 도희) 2. 오르막 길(김기방, 린) 3. 꿈의 대화 (이원종, 성지루) 4. 波濤（파도）(金永哲，黃致列) 5. 비와 당신(윤해영, 정원영) 6. 비상 (안세하, 산들)                                                                                        |
| 《不朽的名曲 - 2017 秋季特輯》                             | 2017年9月16日  | 曲目 1. 라구요 (박상민) 2. 가을 사랑(K2 김성면) 3. 잊혀진 계절(보이스퍼 (VOISPER)) 4. 사랑은 생명의 꽃손준호, 김소현) 5. 가을 편지(박재정) 6. 站在行道樹的樹蔭下（가로수 그늘 아래 서면）(黃致列) 7. 부치지 않은 편지 (민우혁)                                              |
| 《不朽的名曲 - 韓語歌謠舞臺 第二彈》                       | 2018年8月25日  | 曲目 1. 봄날은 간다 (장미여관) 2. 이별의 부산 정거장 (멜로디데이 (MelodyDay)) 3. 돌아가는 삼각지 (서지안, 서제이) 4. 부모 (민우혁) 5. 눈물 젖은 두만강 (송소희) 6. 遙遠的故鄉（ 머나먼 고향）(黃致列)                                                                       |
| 《不朽的名曲 - 像今晚這樣的夜晚，甜美的聲音，李光祖 特輯》 | 2019年1月26日  | 曲目 1. 즐거운 인생 (팝핀현준, 박애리) 2. 가까이 하기엔 너무 먼 당신 (앤씨아) 3. 歲月流逝（세월 가면） (黃致列) 4. 오 그대는 아름다운 여인 (하은 (포맨)) 5. 오늘 같은 밤 (몽니) 6. 사랑을 잃어버린 나 (유리상자)                                                            |
| 《不朽的名曲 - Trot全民運動會特別篇2》                     | 2020年11月28日 | 曲目 1. 애 모（나태주) 2. 因為是男人（남자라는 이유로 )(黃致列) 3. 여자 여자 여자（류지광) 4. 멍에（조이현) 5. 아모르파티（조정민) 6. 둥지（영기) |
| 《不朽的名曲 - 2020 王中王戰 第2輯》                       | 2020年12月16日 | 曲目 1. Dash (민해경) 2. 가족(김태우, 임정희) 3. 울엄마 (박서진) 4. We are the Champions (포레스텔라(Forestella)) 5. 못다 핀 꽃 한송이(신유) 6. 謊言 謊言 謊言（거짓말 거짓말 거짓말） (黃致列)                                                                             |
| 《《不朽的名曲 - 2021希望之歌特輯 之1》                    | 2021年2月20日  | 曲目 1. 도시탈출 (다크비 (DKB)) 2. 불꽃처럼 (미라클라스) 3. 찐이야 (윤수현) 4. 바램 (정수라) 5. 해 뜰 날 (육중완밴드) 6. 夢想（꿈）(黃致列) |
| 《不朽的名曲 - 洪瑞範♡趙甲卿 姜振♡김효선 特輯之2》         | 2021年6月26日  | 曲目 1. 毛筆（붓）(黃致列) 2. 내사랑 투유（신유, 신미래） 3. 실버들（천단비） 4. 어디갔다 이제왔니（AboutU） 5. 연하의 남자（나태주） 6. 불놀이야（브레이브걸스） |

### 其他韓語歌曲
| 專辑                           | 發行日期      | 曲目                          | 合唱歌手              |
| 015B -《Cluster Vol.1》        | 2007年8月28日 | 1.R We Happy 2.暫時迷失了方向 | 1.015B、吳賢蘭 2.015B |
| PS永俊 -《The Romantic Story》 | 2008年7月15日 | 因為你                        | PS永俊                |
| PS永俊 -《You're My Fire》     | 2009年9月30日 | Day By Day                    | PS永俊、Han Kook      |

### 創作作品
| 發行日期   | 收錄專輯             | 歌手          | 歌曲                 | 作詞 | 作曲 | 備註                       |
| 2014年12月 | 慶尚道男人           | 黃致列        | 慶尚道男人           |      |      |                            |
| 2017年6月  | Be Ordinary          | 黃致列        | 愛情這句話           |      |      |                            |
| 2017年12月 | 致列．愛             | 黃致列        | 不如不遇見           |      |      | 未登錄於韓國音樂著作權協會 |
| 2017年12月 | 致列．愛             | 黃致列        | 星星                 |      |      | 未登錄於韓國音樂著作權協會 |
| 2018年4月  | Be Myself            | 黃致列        | You're My Star       |      |      |                            |
| 2018年4月  | Be Myself            | 黃致列        | 星星，你             |      |      |                            |
| 2018年4月  | Be Myself            | 黃致列        | 若是愛情歸來         |      |      |                            |
| 2018年4月  | Be Myself            | 黃致列        | 我會回來的           |      |      |                            |
| 2018年6月  | 그때, 여기서, 우리가 | 안미 (AHN MI) | 그때, 여기서, 우리가 |      |      |                            |
| 2018年11月 | 她印在我心裡         | 黃致列        | 她印在我心裡         |      |      |                            |
| 2023年1月  | 她印在我心裡         | 순순희 (기태) | 她印在我心裡         |      |      |                            |
| 2024年12月 | 他印在我心裡         | Zia (지아)    | 他印在我心裡（她版） |      |      |                            |
| 2019年1月  | The Four Seasons     | 黃致列        | 反話                 |      |      |                            |
| 2019年1月  | The Four Seasons     | 黃致列        | 愛過你恨過你         |      |      |                            |
| 2019年1月  | The Four Seasons     | 黃致列        | 走向別離             |      |      |                            |
| 2019年1月  | The Four Seasons     | 黃致列        | 別太輕易忘記我       |      |      |                            |
| 2019年1月  | The Four Seasons     | 黃致列        | Nice Girl            |      |      |                            |
| 2019年1月  | The Four Seasons     | 黃致列        | 大人病               |      |      |                            |
| 2019年1月  | The Four Seasons     | 黃致列        | 你知道嗎             |      |      |                            |
| 2019年1月  | The Four Seasons     | 黃致列        | 擁抱                 |      |      |                            |
| 2019年1月  | The Four Seasons     | 黃致列        | 名為你的風           |      |      |                            |
| 2019年1月  | The Four Seasons     | 黃致列        | 讚美                 |      |      |                            |
| 2020年2月  | Show Me The Play 2   | 黃致列 孫勝妍 | 每天說的方言         |      |      |                            |
| 2020年11月 | Never Ever           | 洪真英        | 不可以               |      |      |                            |
| 2021年4月  | Be My Reason         | 黃致列        | 愛妳愛到無法抹去     |      |      |                            |
| 2022年5月  | By My Side           | 黃致列        | 最後再擁抱一次吧     |      |      |                            |
| 2022年5月  | By My Side           | 黃致列        | Eyes On Me           |      |      |                            |
| 2022年9月  | The Scene            | 金昌延        | 우리를닮은영화       |      |      |                            |
| 2023年12月 | I Love Winter        | 黃致列        | 冬夜                 |      |      |                            |
| 2024年4月  | Still Waiting        | 金昌延        | 新人                 |      |      |                            |
| 2025年2月  | All Of Me            | 黃致列        | 雖然聽起來像笑話     |      |      |                            |
| 2025年2月  | All Of Me            | 黃致列        | 在沒有你的電影院     |      |      |                            |
| 2025年2月  | All Of Me            | 黃致列        | 晚霞                 |      |      |                            |
| 2025年2月  | All Of Me            | 黃致列        | 感覺要哭出來         |      |      |                            |
| 2025年2月  | All Of Me            | 黃致列        | 夜空中               |      |      |                            |
| 2025年2月  | All Of Me            | 黃致列        | 終於                 |      |      |                            |
| 2025年2月  | All Of Me            | 黃致列        | 7102                 |      |      |                            |
| 2025年2月  | All Of Me            | 黃致列        | 做得好               |      |      |                            |
| 2025年2月  | All Of Me            | 黃致列        | 可能是被熟悉感欺騙了 |      |      |                            |
| 2025年2月  | All Of Me            | 黃致列        | 美夢                 |      |      |                            |

### 韓國音樂著作權協會（KOMCA）
| 姓名   | 登記名字                  | 登記編號 | 參與歌曲數量                |
| 黃致列 | 황치열/ 치열(TEN2) / TEN2 | 10009380 | 40首 （页面存档备份，存于） |

## 綜藝作品

### KBS《不朽的名曲：傳說在歌唱》
*粗體字為該集優勝

| 日期           | 傳說                            | 演出歌曲                                                               | 分數   | 勝負結果    | 備註                                  |
| 2015年4月25日  | 徐酉錫                          | 浮雲遊子 （页面存档备份，存于）                                        | 416    | 2勝 1敗     |                                       |
| 2015年5月2日   | 七人傳說                        | 七甲山 （页面存档备份，存于）                                          | -      | 1敗         | 韓國長笛之父李生剛長笛演出            |
| 2015年5月16日  | 家族特輯                        | 父親 （页面存档备份，存于）                                            | 425    | 1勝         |                                       |
| 2015年5月30日  | 金秀哲                          | 明天 （页面存档备份，存于）                                            | -      | 1敗         |                                       |
| 2015年6月6日   | 李承哲                          | 那個人 （页面存档备份，存于）                                          | -      | 1敗         |                                       |
| 2015年7月4日   | 金智愛&文熙玉                   | 因爲情 （页面存档备份，存于）                                          | 418    | 2勝 1敗     |                                       |
| 2015年8月1日   | 男歌手特輯                      | 悲傷的誓言                                                             | -      | 1敗         |                                       |
| 2015年8月8日   | 作曲家金正澤                    | 依然是漆黑的夜晚 （页面存档备份，存于）                                | -      | 1敗         |                                       |
| 2015年8月15日  | 2015年超級新秀爭奪戰            | 你只是在比我高的地方 （页面存档备份，存于）                            | 430    | 5勝         |                                       |
| 2015年8月22日  | 반야월特輯                      | 哭著越過朴達峴 （页面存档备份，存于）                                  | 380    | 1勝 1敗     |                                       |
| 2015年9月5日   | 改編歌曲特輯                    | 隨落葉逝去的愛 （页面存档备份，存于）                                  | -      | 1敗         |                                       |
| 2015年9月26日  | 中秋特輯/主播特輯               | 粉紅色口紅 （页面存档备份，存于）                                      | -      | 1敗         | 與李庭旻合唱                          |
| 2015年11月21日 | 已故金正浩                      | 白色蝴蝶 （页面存档备份，存于）                                        | -      | 1敗         |                                       |
| 2015年11月28日 | 白智英                          | 負擔 （页面存档备份，存于）                                            | 432    | 2勝         |                                       |
| 2015年12月23日 | g.o.d.                          | 謊話 （页面存档备份，存于）                                            | -      | 1敗         | 與金延智合唱                          |
| 2017年1月7日   | 2017新年特輯                    | 歡喜 （页面存档备份，存于）                                            | 402    | 1勝 1敗     | 開始擔任待機室主持人                  |
| 2017年4月15日  | 第300集特輯                     | 與你一起 （页面存档备份，存于）                                        | 403    | 1勝 1敗     |                                       |
| 2017年7月22日  | 夏季特輯第一彈                  | 波濤 （页面存档备份，存于）                                            | 423    | 2勝 1敗     | 與金永哲合唱                          |
| 2017年9月16日  | 秋季特輯                        | 站在行道樹的樹蔭下 （页面存档备份，存于）                              | -      | 1敗         |                                       |
| 2018年3月3日   | KBS創立45週年紀念特輯           | 諸位 （页面存档备份，存于）                                            | -      | -           | 與尹福姬、鄭東河、Ali、閔宇赫共同演出 |
| 2018年3月3日   | KBS創立45週年紀念特輯           | 歡喜 （页面存档备份，存于）                                            | -      | -           |                                       |
| 2018年5月12日  | -                               | -                                                                      | -      | -           | 結束待機室主持人工作                  |
| 2018年8月25日  | 歌謠舞臺特輯                    | 遙遠的故鄉 （页面存档备份，存于）                                      | -      | 1敗         |                                       |
| 2019年1月26日  | 李光祖                          | 歲月流逝 （页面存档备份，存于）                                        | 413    | 2勝 1敗     |                                       |
| 2019年9月21日  | 2019秋季特輯                    | 被遺忘的季節 （页面存档备份，存于）                                    | -      | 1敗         |                                       |
| 2020年1月25日  | 朋友特輯                        | 森巴的女人 （页面存档备份，存于）                                      | 418    | 2勝         | 與康男合唱                            |
| 2020年11月28日 | 韓國演歌全運會特輯              | 因為是男人 （页面存档备份，存于）                                      | 不適用 | 1勝 1敗     |                                       |
| 2020年12月26日 | 2020王中王戰                    | 謊言 謊言 謊言 （页面存档备份，存于）                                  | 不適用 | 1敗         |                                       |
| 2021年1月16日  | 金賢植                          | 我的愛在我身邊 （页面存档备份，存于）                                  | 不適用 | 4勝         | 咸春浩吉他演出                        |
| 2021年2月20日  | 2021希望之歌特輯                | 夢想 （页面存档备份，存于）                                            | 不適用 | 1敗         | 與音樂導演李基賢共同演出              |
| 2021年6月12日  |                                 | 那些理所當然的事 （页面存档备份，存于）                                | 不適用 | -           | 與鄭東河、Ali、閔宇赫共同演出         |
| 2021年6月12日  | 因為愛你 （页面存档备份，存于） | 不適用                                                                 | -      |             |                                       |
| 2021年6月26日  |                                 | 毛筆 （页面存档备份，存于）                                            | 不適用 |             |                                       |
| 2022年1月29日  | 崔佛岩                          | 玉京 （页面存档备份，存于）                                            | 不適用 | 3勝 1敗     |                                       |
| 2022年6月25日  | 白智英                          | 我耳邊的Candy （页面存档备份，存于）                                   | -      | -           | 擔任特邀主持人，並與白智英開場演出    |
| 2022年9月3日   | 任宰範                          | -                                                                      | -      | -           |                                       |
| 2022年9月10日  | 任宰範                          | 為了你 （页面存档备份，存于）                                          | 不適用 | 1勝 1敗     | 與金昌延合唱                          |
| 2022年9月10日  | 任宰範                          | 安慰 （页面存档备份，存于）                                            | -      | -           | 任宰範與所有競演者合唱                |
| 2022年11月12日 | 浪漫假期特輯                    | 承諾 （页面存档备份，存于）                                            | 不適用 | -           | 與趙成模合唱                          |
| 2022年11月19日 | 浪漫假期特輯                    | 每天聽的歌 （页面存档备份，存于）、為什麼現在才 （页面存档备份，存于） | 不適用 | -           |                                       |
| 2022年11月26日 | Patti Kim                       | -                                                                      | -      | -           |                                       |
| 2022年12月3日  | Patti Kim                       | 忘不了 （页面存档备份，存于）                                          | 不適用 | 1勝         |                                       |
| 2022年12月10日 | Patti Kim                       | -                                                                      | -      | -           |                                       |
| 2023年12月16日 | 李敬揆                          | 愛情……那傢伙 （页面存档备份，存于）                                    | 不適用 | 1勝 2平 1敗 |                                       |
| 2023年12月23日 | 李敬揆                          | -                                                                      | -      | -           |                                       |

### 綜藝節目
*因參與綜藝節目繁多，本表僅列出「連續參與4集」以上之節目

 **粗體字為擔任主持人

| 日期                           | 頻道/電台           | 節目名稱                    | 說明                                                                           |
| 2015年3月5日- 2015年5月14日    | Mnet                | 看見你的聲音 第1季          | EP.2 參賽選手 EP.6-10 擔任音癡糾察團 EP.12 參賽選手                            |
| 2015年10月9日- 2016年7月29日   | MBC                 | 我獨自生活                  | EP.126、131、134、136-139、142、144、46、148、149、153、55、159、161、166、168 |
| 2015年12月5日- 2016年6月30日   | JTBC                | 認識的哥哥                  | 搭檔主持：姜鎬童、金希澈、李秀根等人                                           |
| 2015年12月11日- 2016年1月1日   | SBS                 | 叢林的法則                  | EP.191-194 蕯摩亞篇                                                            |
| 2016年1月15日- 2016年4月15日   | 湖南衛視            | 我是歌手 第4季              | EP.1-14                                                                        |
| 2016年3月12日- 2016年9月3日    | 芒果TV              | 2016超級女聲                | 擔任超級代表                                                                   |
| 2016年10月14日- 2016年11月11日 | 芒果TV、優酷        | 爸爸去哪兒第4季             | EP.1-5 擔任實習爸爸                                                            |
| 2016年10月19日- 2016年11月16日 | 芒果TV              | 爸爸去哪兒第4季（未播版）   | 擔任實習爸爸                                                                   |
| 2016年11月4日- 2016年12月9日   | SBS                 | 叢林的法則                  | EP.238-243 東帝汶篇                                                            |
| 2017年1月7日- 2018年5月12日    | KBS 2               | 不朽的名曲：傳說在歌唱      | 1.EP.285-354擔任待機室主持人（搭檔鄭在炯及文熙俊） 2.節目主持人：申東燁        |
| 2017年10月28日- 2018年1月27日  | KBS 2               | The Unit                    | 1.EP.1-14 2.擔任導師 3.其他導師：Rain、泫雅、泰民、San E、趙賢雅               |
| 2018年5月4日- 2018年7月6日     | Mnet、tvN           | The Call 第1季              | EP.1- 4、6、7、9                                                               |
| 2019年5月4日- 2019年6月11日    | SBS                 | 白鐘元的巷弄食堂            | EP.16-20 與南寶拉一同演出                                                      |
| 2019年7月6月- 2019年11月9日    | KBS 2               | 為了孩子的國度              | 擔任特別小幫手（上下學）                                                       |
| 2020年2月1月- 2020年3月21日    | XtvN                | Player 2                    | 擔任出演成員                                                                   |
| 2020年8月25日- 2020年9月29日   | tvN                 | Cash Back                   | 體育競技比賽節目                                                               |
| 2020年12月5月- 2021年3月20日   | KBS                 | 全國Trot大賽                | 擔任「慶尚道教練」                                                             |
| 2020年12月11日- 2021年4月16日  | KBS 2               | 新品上市便利餐廳第2季       | 和李宥利及許景煥搭檔組隊                                                       |
| 2020年12月31日- 2021年2月18日  | MBC                 | C.T.O PROJECT－The Survival | 擔任台灣男團C.T.O小分隊在韓國出道的導師                                        |
| 2021年11月-迄今                | SBS Power FM        | Cultwo Show                 | 1.擔任特別DJ，每週固定一次 2.節目主持人為金泰均                                |
| 2022年4月8日- 2022年6月12日    | 韓國教育廣播公司EBS | 叮咚噹大學                  | 1.網路綜藝節目 2.第3季EP.1-8集，擔任特約主持人                                 |
| 2022年8月26日- 2022年12年16日  | MBN                 | 阿凡達歌手                  | 擔任評審團                                                                     |
| 2022年12月2日- 2023年3月10日   | 韓國統一部UNITV     | 和平音樂餐廳                | 1.擔任主持人 2.搭擋主持孫勝妍                                                  |
| 2022年12月25日- 2023年1月30日  | Channel A           | 旅行設計者們                | 搭擋：黄帝聖、崔聖珉、宇宙少女EXY                                              |
| 2023年3月22日- 2023年5月10日   | Mnet                | 看見你的聲音 第10季         | EP.120-127 擔任音癡糾察團                                                      |
| 2023年6月19日- 2023年8月7日    | TV朝鮮              | Show Queen                  | EP.1-8 擔任評審                                                                |

## 〈我是歌手〉第四季
- 2016年1月，加盟湖南衛視〈我是歌手〉第四季，為首發歌手，於4月8號總決賽獲得季軍。
- 芒果台經紀人為張玉安。

| 我是歌手第四季 黃致列競演排名 |                |          |                               |                                 |                                                             |                    |                    |                    | |
| 期數                          | 輪數           | 播出日期 | 演唱歌曲                      | 原唱                            | 歌曲介紹                                                    | 排名               | 得票率             | 出場序             | 備註 |
| 1                             | 第一輪排位賽   | 1月15日  | 〈那個人〉                    | 李承哲                          | 詞：金相旭、朴雪化 曲：洪真英 編曲：姜和成                  | 2                  | 17.30%             | 2                  | 編曲姜和成亦為現場鋼琴演奏家 |
| 2                             | 第一輪淘汰賽   | 1月22日  | 〈從開始到現在〉              | 曲：吳熙俊、劉海俊 編曲：姜和成 | 曲：吳熙俊、劉海俊 編曲：姜和成                             | 2                  | 13.45%             | 2                  | 兩場總成績第2名。 歌曲韓文原名〈처음부터지금까지〉 |
| 2                             | 第一輪淘汰賽   | 1月22日  | 〈從開始到現在〉              | 張信哲 （國語）                 | 詞：李焯雄                                                  | 2                  | 13.45%             | 2                  | 兩場總成績第2名。 歌曲韓文原名〈처음부터지금까지〉 |
| 2                             | 第一輪淘汰賽   | 1月22日  | 〈從開始到現在〉              | Ryu（韓文）                     | 詞：洪敏關                                                  | 2                  | 13.45%             | 2                  | 兩場總成績第2名。 歌曲韓文原名〈처음부터지금까지〉 |
| 3                             | 第一輪踢館賽   | 1月29日  | 〈一路上有你〉                | 張學友                          | 詞：謝明訓 曲：片山圭司 編曲：Johnny Yim                    | 3                  | 不詳               | 8                  | — |
| 4                             | 第二輪排位賽   | 2月5日   | 〈Bang Bang Bang〉            | BIGBANG                         | 詞：Teddy、G-Dragon、T.O.P 曲：Teddy、G-Dragon 編曲：辛承益 | 1                  | 21.73%             | 5                  | 個人最高排名。 歌手互投第1名。 前奏加入007系列電影的主題曲〈James Bond Theme〉；歌詞部分將大部分韓文翻譯做中文，亦有保留韓文部分 |
| 5                             | 第二輪淘汰賽   | 2月12日  | 〈默〉                        | 那英                            | 詞：尹約 曲：錢雷 編曲：全相煥、權博士                      | 6                  | 11.02%             | 5                  | 個人最低排名同得票率。 兩場總成績第3名 |
| 6                             | 第二輪踢館賽   | 2月19日  | 〈苦海〉                      | 任宰範                          | 詞：蔡正恩 曲：宋在俊、任宰範 編曲：全相煥、權博士、Lukas   | 3                  | 不詳               | 1                  | 歌曲韓文名直譯為「告解」(Confession) |
| 3                             | 第三輪排位賽   | 2月26日  | 〈一個人的天荒地老〉          | 張宇                            | 詞：十一郎 曲：張宇 編曲：姜和成                            | 2                  | 17.30%             | 2                  | 間奏加入朝鮮族民歌〈阿里郎〉。 編曲姜和成亦為現場鋼琴演奏家 |
| 8                             | 第三輪淘汰賽   | 3月4日   | 〈Honey〉                     | 朴振榮                          | 詞／曲：朴振榮 編曲：全相煥、Lukas、朴敏珠                  | 1                  | 23.36%             | 4                  | 個人最高排名。 歌手互投第1名。 兩場總成績第1名。 加入〈Billie Jean〉旋律和Michael Jackson的舞步 |
| 9                             | 第三輪踢館賽   | 3月11日  | 〈你只是在比我高的地方〉      | 申昇勳                          | 詞／曲：申昇勳 編曲：姜和成                                 | 4                  | 不詳               | 3                  | 加入申昇勳的〈I Believe〉旋律及詞曲 |
| 10                            | 第四輪排位賽   | 3月18日  | 〈改變自己〉                  | 王力宏                          | 詞／曲：王力宏 編曲：全相煥、Lukas、白賢秀                  | 1                  | 26.72%             | 5                  | 個人最高排名同得票率。 歌手互投第3名。 前奏加入BIGBANG的〈Fantastic Baby〉，間奏加入Mark Ronson與Bruno Mars的〈Uptown Funk〉。 |
| 11                            | 第四輪淘汰賽   | 3月25日  | 〈像中槍一樣〉                | 白智英                          | 詞／曲：房時爀 編曲：申勝義                                 | 4                  | 17.37%             | 1                  | 兩場總成績第1名。 晉級總決賽 |
| 12                            | 突圍賽         | 4月1日   | 首發歌手進入總決賽            | 首發歌手進入總決賽              | 首發歌手進入總決賽                                          | 首發歌手進入總決賽 | 首發歌手進入總決賽 | 首發歌手進入總決賽 | 首發歌手進入總決賽 |
| 13                            | 總決賽第一輪   | 4月8日   | 〈You Are My Everything〉     | Gummy                           | 詞：Roco、Jihun 曲：姜東允 編曲：姜和成                     | 2                  | 不詳               | 1                  | 幫唱嘉賓：Gummy 晉級第二輪。 前奏加入電影〈鐵達尼號〉主題曲〈My Heart Will Go On〉 |
| 13                            | 總決賽第二輪   | 4月8日   | 〈王妃〉                      | 蕭敬騰                          | 詞：陳鎮川 曲：李偲菘 編曲：辛承益                          | 3                  | 20.96%             | 4                  | 前奏加入Super Junior的〈Sorry Sorry〉，中間加入加入Rain的〈La Song〉及EXO的〈Growl〉 |
| 14                            | 2016雙年巔峰會 | 4月15日  | 編曲：新沙洞老虎              | 編曲：新沙洞老虎                | 編曲：新沙洞老虎                                            | —                  | —                  | 10                 | 本期是我是歌手第四季第14場競演，為「2016雙年巔峰會—金典之夜」。於北京時間2016年4月15日晚上10點現場直播。 本季雙年巔峰會由第三季的韓紅、李健、鄭淳元、譚維維、胡彥斌、A-Lin，以及第四季的李玟、張信哲、黃致列、李克勤、容祖兒、徐佳瑩和老狼，共13位歌手參加。 |
| 14                            | 2016雙年巔峰會 | 4月15日  | 〈青蘋果樂園〉+〈對你愛不完〉 | 小虎隊                          | 詞：丁曉雯 曲：Jimmy Johnson                                | —                  | —                  | 10                 | 本期是我是歌手第四季第14場競演，為「2016雙年巔峰會—金典之夜」。於北京時間2016年4月15日晚上10點現場直播。 本季雙年巔峰會由第三季的韓紅、李健、鄭淳元、譚維維、胡彥斌、A-Lin，以及第四季的李玟、張信哲、黃致列、李克勤、容祖兒、徐佳瑩和老狼，共13位歌手參加。 |
| 14                            | 2016雙年巔峰會 | 4月15日  | 〈青蘋果樂園〉+〈對你愛不完〉 | 郭富城                          | 詞：陳樂融 曲：Ichiro Hada                                  | —                  | —                  | 10                 | 本期是我是歌手第四季第14場競演，為「2016雙年巔峰會—金典之夜」。於北京時間2016年4月15日晚上10點現場直播。 本季雙年巔峰會由第三季的韓紅、李健、鄭淳元、譚維維、胡彥斌、A-Lin，以及第四季的李玟、張信哲、黃致列、李克勤、容祖兒、徐佳瑩和老狼，共13位歌手參加。 |

## 影視作品

### 電影
| 年份 | 類型   | 片名                     | 角色 / 介紹             | 導演   | 共同演出       | 備註 |
| 2023 | 微電影 | 《同行》 동행/ Accompany | 男主角尚秀 / 街頭表演者 | 音文碩 | 李承允、吉海燕 | 1.入選2023年富川國際奇幻影展-韓國微電影大賽。 2.獲邀參展第19屆大阪亞洲電影節（OAFF「焦點單元」(Spotlight Section)。 |

### 網路劇
| 年份 | 播放平台               | 劇名       | 集數 | 角色 | 備註                                                                                              |
| 2017 | NAVER TV Cast、YouTube | 女神締造者 | EP.4 | 警官 | 1.樂天免稅店網路劇第二季。 2.與高媛熙、李準基、2PM燦盛、Super Junior利特、EXO燦烈及世勛一同演出。 |

### 音樂錄影帶
| 年份 | 歌手         | 專輯               | 歌曲               | 備註                                                         |
| 2020 | 李伊庚       | 準時下班（칼퇴근） | 準時下班（칼퇴근） | 李伊庚以Trot歌手出道發行的首支數位單曲，黃致列參與其MV演出。 |
| 2021 | 유민 (U-MIN) | nineteen           | YOU & I            | 歌手U-MIN為廉晶雅侄女，黃致列參與其出道曲MV的演出。          |

## 演唱會及其他音樂活動

### 個人演唱會
| 日期                 | 演唱會名稱                                                | 站次   | 地點                                                    | 說明 |
| 2016年8月12-13日     | 황치열 黃致列 콘서트(HWANG CHI YEOL CONCERT) 2016 Concert | 美國   | 洛杉磯大莊家賭場渡假村                                  | 首次個人演唱會 |
| 2016年8月26日        | 烈火．BURNING                                             | 中國   | 北京工人體育館                                          | |
| 2017年6月24-25日     | Hwang Chi Yeul 1st Concert《YOLO CON》                    | 韓國   | 首爾奧林匹克公園-奧林匹克大廳                           | |
| 2017年7月30日        | 新專輯《Be Ordinary》首唱會                               | 台灣   | TICC台北國際會議中心                                    | |
| 2017年8月10-11日     | First Live Concert in Canada                              | 加拿大 | 多倫多Massey Hall                                       | 加拿大首場演唱會 |
| 2017年10月14日       | 2017烈火．黃致列香港MINI演唱會                            | 香港   | 九龍灣國際展貿中心                                      | |
| 2017年12月2-3日      | Back To Heart《致‧初心》臺北演唱會                        | 台灣   | 台灣大學綜合體育館                                      | |
| 2018年3月17日        | 《致列．愛》香港首唱會                                    | 香港   | 亞洲國際博覽館                                          | |
| 2018年7月7日         | 黃致列《2018 Love Stars》臺北演唱會                       | 台灣   | TICC台北國際會議中心                                    | |
| 2018年8月18日        | 黃致列《Starry Night》2018新加坡演唱會                    | 新加坡 | 新加坡博覽中心 (Singapore Expo)                         | |
| 2018年12月29-30日    | 2018年終演唱會《JANUS》                                   | 韓國   | 首爾奧林匹克公園-奧林匹克大廳                           | 1.首次個人年終演唱會。 2.演唱會的名稱來源於羅馬神話門神之名，像擁有兩個面孔的門神一樣，黃致列將在演唱會上展現截然不同的多樣魅力。 |
| 2019年3月30日        | 2019 黃致列7102美國演唱會                                 | 美國   | 舊金山金水賭場度假村（Cache Creek Casino Resort）       | |
| 2019年3月31日        | 2019 黃致列7102美國演唱會                                 | 美國   | 洛杉磯溫泉賭場度假村（Agua Caliente Casino Resort Spa） | |
| 2019年5月18-19日     | 2019黃致列LOVE+ 香港演唱會                                | 香港   | 九龍國際展貿中心-匯星Star Hall                          | |
| 2019年8月3-4日       | 2019 黃致列演唱會                                         | 加拿大 | 溫哥華河石賭場度假村 River Rock Casino Resort           | |
| 2019年12月21-22日    | 黃致列全國巡迴演唱會《Bon Voyage：時間旅行者》            | 韓國   | 濟州ICC會展中心耽羅廳                                   | 1.個人首次韓國巡迴演唱會。 2.後因COVID-19疫情緣故，取消後續釜山場次。 |
| 2021年12月4日-5日    | 2021黃致列演唱會《Movie》                                 | 韓國   | 首爾KBS Arena Hall                                      | 1.成立單人經紀公司後首次舉辦之演唱會。 2.以多種題材的「電影」爲主題，展現了充滿活力的構成和多彩的現場舞台。 |
| 2022年4月29日-5月1日 | 2022黃致列聽音會 (Listening Session)《我們，春天》        | 韓國   | 首爾YES24 LIVE大廳                                      | 1.三天內舉辦四場。 2.以多樣風格呈現清澈的大海、多彩的森林、星空下的野營、與DJ Yeul一起觀望的城市，四種不同主題，邀請歌迷到不同氛圍的旅行地。 第一場 大海（04.29）； 第二場 森林（04.30/下午）； 第三場 露營 acoustic version（04.30/晚上）； 第四場 城市（05.01） |
| 2022年7月31日        | 2022《NONOL on The Ground》                               | 韓國   | 首爾Meta Theater                                        | 1.迷你演唱會。 2.與公司新人金昌延共同演出。 |
| 2022年11月30日       | 2022《Memories》                                          | 韓國   | 大邱EXCO                                                | 迷你演唱會 |
| 2023年5月26日        | 2023《Travel in Season》                                  | 韓國   | 瑞山文化會館大禮堂                                      | 迷你演唱會 |
| 2023年8月12-13日     | 2023《黃致列 Mini concert in Taipei》                     | 台灣   | 新北市政府多功能集會堂                                  | 第一場《好久不見》，第二場《妳我重逢》 |
| 2023年10月14日       | 《2023年黃致列X鄭仁》                                     | 韓國   | 京畿道漣川秀麗藝術廳大演出場                            | 迷你演唱會 |
| 2024年3月30日        | 2024 Spring Concert《The Special》                        | 韓國   | 龜尾文化藝術會館大演出場                                | 迷你演唱會 |
| 2024年5月11日        | 《黃致列 HWANG CHI YEUL 2024 CONCERT IN MACAU》           | 澳門   | 澳門百老匯                                              | 迷你演唱會 |
| 2024年6月29日        | 《致列．Memory+》黃致列演唱會in濟州                       | 韓國   | ICC濟州國際會議中心                                     | 迷你演唱會 |
| 2024年12月19日       | 《The Special》送年演唱會                                 | 韓國   | 泗川文化藝術會館大演出場                                | 迷你演唱會 |
| 2025年2月15日        | 《The Special》                                           | 韓國   | 釜山市民會館大劇場                                      | 迷你演唱會 |

### 粉絲見面會
| 日期             | 活動名稱                                      | 站次     | 地點                                      | 說明                         |
| 2015年11月22日   | Happy Yeul's Day                              | 韓國     | 首爾瑞草區Whitehall                       | 出道後第一場粉絲見面會       |
| 2016年5月14日    | 黃致列 烈火Time Fan Meeting 南京站            | 中國     | 南京太陽宮劇場                            |                              |
| 2016年5月27日    | 烈火time 2016黄致列Fan Meeting -佛山站        | 中國     | 嶺南明珠體育館                            |                              |
| 2016年6月4日     | 烈火time 2016黄致列Fan Meeting -太原站        | 中國     | 濱河體育中心館                            |                              |
| 2016年6月23日    | 「WE烈行動」粉絲見面會-深圳場                 | 中國     | 廣東深圳體育館                            |                              |
| 2016年11月6日    | 烈火Time 2016黃致列台北Mini Concert音樂見面會 | 台灣     | TICC台北國際會議中心                      | 首次辦理之台灣粉見面會       |
| 2016年11月27日   | 《Chi Yeul Up Seoul Fan Meeting》粉絲見面會   | 韓國     | 首爾慶熙大學和平禮堂                      |                              |
| 2017年1月21日    | 《我們在路上》馬來西亞歌迷見面會              | 馬來西亞 | 雲頂雲星劇場                              |                              |
| 2017年5月28日    | 《A Date With烈火》新加坡音樂見面會           | 新加坡   | 新加坡博覽中心The Max Pavilion            |                              |
| 2018年4月21日    | 黃致列澳門粉絲見面會2018                      | 澳門     | 威尼斯人劇場                              |                              |
| 2018年5月26日    | 黃致列《iFans 簽唱會》                        | 台灣     | 台北君悅酒店                              | 簽唱會                       |
| 2018年9月2日     | 黃致列單獨粉絲見面會《秋夜with ChiyeuLeader》 | 韓國     | 首爾廣津區Yes24                           |                              |
| 2018年9月8日     | LOTTE DUTY FREE《黃致列粉絲見面會邀請活動》   | 韓國     | LOTTE DUTY FRE-明洞總店、世界塔店、COEX店 |                              |
| 2019年6月28-30日 | 2019 H.C.Y Fan Camp《激烈的Back to School》   | 韓國     | 春川樂土江村度假村                        | 三天兩夜和粉絲一同露營的活動 |

## 榮譽與獎項

### 大型頒獎禮獎項
| 年份   | 名稱                                 | 獎項                         | 作品                 | 結果 | 相關連結 |
| 2009年 | 第1屆Melon Music Awards              | R&B / Ballad 部門最佳歌曲獎  | 〈只一次〉           | 獲獎 |          |
| 2016年 | 第18屆華鼎獎                         | 全球最佳歌手獎               | 不適用               | 提名 |          |
| 2016年 | 第2屆酷音樂亞洲盛典                  | 年度最具實力歌手獎           | 不適用               | 獲獎 |          |
| 2016年 | 樂視生態共享之夜                     | 年度人氣歌手獎               | 不適用               | 獲獎 |          |
| 2016年 | 蒙牛酸酸乳Music Radio中國TOP音樂盛典 | 海外全能藝人獎               | 不適用               | 獲獎 |          |
| 2016年 | 蒙牛酸酸乳Music Radio中國TOP音樂盛典 | 海外最受歡迎歌手獎           | 不適用               | 獲獎 |          |
| 2016年 | 第5屆APAN Star Awards                | Rising Star賞                | 不適用               | 獲獎 |          |
| 2016年 | 第7屆韓國大眾文化藝術賞              | 文化體育觀光部長官表彰賞     | 不適用               | 獲獎 |          |
| 2016年 | 第1屆Asia Artist Awards              | 歌手部門New Wave賞           | 不適用               | 獲獎 |          |
| 2017年 | 第2屆Asia Artist Awards              | 歌手部門Best Icon獎          | 不適用               | 獲獎 |          |
| 2017年 | 第1屆Soribada Best K-Music Awards    | 本賞                         | 不適用               | 獲獎 |          |
| 2017年 | 第19屆Mnet亞洲音樂大獎               | 最佳歌唱表演男歌手獎         | 〈A Daily Song〉     | 提名 |          |
| 2018年 | 第32屆金唱片獎                       | 音源本賞                     | 〈A Daily Song〉     | 提名 |          |
| 2018年 | 第32屆金唱片獎                       | 唱片本賞                     | 《Be Ordinary》      | 獲獎 |          |
| 2018年 | 第20屆Mnet亞洲音樂大獎               | 最佳男歌手獎                 | 不適用               | 提名 |          |
| 2018年 | 第7屆Gaon Chart K-POP大獎            | Ballad部門發現潛力獎         | 不適用               | 獲獎 |          |
| 2019年 | 第33屆金唱片獎                       | 人氣獎                       | 不適用               | 提名 |          |
| 2019年 | 第33屆金唱片獎                       | 唱片大賞                     | 《Be Myself》        | 提名 |          |
| 2020年 | 第34屆金唱片獎                       | 唱片大賞                     | 《The Four Seasons》 | 提名 |          |
| 2020年 | 第3屆The Fact Music Awards           | FAN N STAR CHOICE獎（個人）  | 不適用               | 獲獎 |          |
| 2020年 | 第3屆The Fact Music Awards           | Fan N Star得票最多獎（個人） | 不適用               | 獲獎 |          |
| 2021年 | 第4屆The Fact Music Awards           | FAN N STAR CHOICE獎（個人）  | 不適用               | 獲獎 |          |
| 2021年 | 第4屆The Fact Music Awards           | Fan N Star得票最多獎（個人） | 不適用               | 獲獎 |          |
| 2022年 | 第49屆「旅遊日」紀念儀式             | 文化體育觀光部長官表彰賞     | 不適用               | 獲獎 |          |
| 2022年 | 第5屆The Fact Music Awards           | Fan N Star得票最多獎（個人） | 不適用               | 獲獎 |          |

### 音樂節目獎項
| 日期          | 電視台 | 節目名稱   | 獲獎歌曲          | 排名 |
| 2017年6月23日 | KBS    | Music Bank | 〈A Daily Song〉  | 1位  |
| 2018年5月4日  | KBS    | Music Bank | 〈The Only Star〉 | 1位  |

## 外部連結
- 韓國官方粉絲Cafe (Daum)
- TEN2 Entertainment官網 （页面存档备份，存于） 
- TEN2 Entertainment （页面存档备份，存于） 的YouTube頻道
- TEN2 Entertainment的Facebook專頁
- 黃致列的Facebook專頁
- 黃致列的Instagram帳戶
- 黃致列的新浪微博（简体中文）
- 黃致列 （页面存档备份，存于） 的YouTube頻道
- 黃致列的TikTok